# Piper lagunaense
Piper lagunaense är en pepparväxtart som beskrevs av Trel. & Yunck.. Piper lagunaense ingår i släktet Piper och familjen pepparväxter. Inga underarter finns listade i Catalogue of Life.